# Alisha Butchers
Pas d'image ? Cliquez ici

a Compétitions nationales et continentales officielles uniquement.

b Matchs officiels uniquement.
Dernière mise à jour le 22 mai 2025.
Alisha Joyce-Butchers, née le 14 juin 1997 à Swansea (pays de Galles), est une joueuse internationale galloise de rugby à XV évoluant au poste de troisième ligne aile. Elle joue en Angleterre aux Bristol Bears.

## Biographie
Alisha Butchers naît le 14 juin 1997 à Swansea au pays de Galles. Elle commence la pratique du rugby à XV dès l'âge de six ans au Bynea RFC.
Elle devient internationale galloise lors du Tournoi des Six Nations 2016, contre l'Irlande.
En 2021, lors d'une séance d'entrainement avec son club, elle se blesse grièvement à la cheville. Les ligaments sont touchés et une intervention chirurgicale est nécessaire. Elle découvre alors qu'elle n'est pas couverte par son contrat avec les Bristol Bears ni par sa propre assurance maladie : elle n'a pas les moyens de se faire opérer. Elle va alors lancer une cagnotte en ligne pour financer l'opération : elle récolte les 6000 euros nécessaires en six heures. Toutefois la question des conditions de travail dans le rugby féminin est soulevée, surtout que le club des Bristol Bears appartient au milliardaire Stephen Lansdown. Le club prend en charge des dépenses auxquelles il n'était pas tenu de participer, mais les critiques tombent quand même pour ne pas avoir intégralement financé l'opération.
En septembre 2022, elle compte 38 sélections en équipe du pays de Galles quand elle est retenue pour disputer la Coupe du monde en Nouvelle-Zélande.
En octobre 2023, elle participe à la première édition du WXV. Au mois de décembre, elle épouse sa coéquipière et compatriote Jasmine Joyce. Au printemps 2024, elle est sélectionnée pour jouer le Six Nations, dont elle dispute tous les matchs. À la fin de la saison, elle est titulaire lors de la finale du Championnat d'Angleterre, perdue face au Gloucester-Hartpury RFC.
En 2024-2025, Alisha Joyce-Butchers est sélectionnée pour le WXV, où elle est titularisée à trois reprises. Elle est sélectionnée pour le Six Nations 2025 mais n'apparait sur aucune feuille de match : au mois de mai, elle annonce sa grossesse.

## Vie privée
Alisha Joyce-Butchers est mariée avec sa coéquipière Jasmine Joyce-Butchers.

## Palmarès
- Finaliste du Championnat d'Angleterre en 2024.